# Newton-on-Ouse
Newton-on-Ouse – wieś w Anglii, w hrabstwie North Yorkshire, w dystrykcie (unitary authority) North Yorkshire. Leży 13 km na północny zachód od miasta York i 290 km na północ od Londynu.